# Cantone di Conty
Il Cantone di Conty era una divisione amministrativa dell'arrondissement di Amiens.
È stato soppresso a seguito della riforma complessiva dei cantoni del 2014, che è entrata in vigore con le elezioni dipartimentali del 2015.
Comprendeva i comuni di:
- Bacouel-sur-Selle
- Belleuse
- Bosquel
- Brassy
- Contre
- Conty
- Courcelles-sous-Thoix
- Essertaux
- Fleury
- Fossemanant
- Frémontiers
- Lœuilly
- Monsures
- Namps-Maisnil
- Nampty
- Neuville-lès-Lœuilly
- Oresmaux
- Plachy-Buyon
- Prouzel
- Sentelie
- Thoix
- Tilloy-lès-Conty
- Velennes